# 浅利美鈴
浅利 美鈴（あさり みすず、1977年 - ）は、日本の工学者。京都大学総合地球環境学研究所研究基盤国際センター教授。専門は環境教育論。

## 経歴
京都府出身。1996年奈良県立奈良高等学校卒業。2000年京都大学工学部環境工学科卒業、2004年京都大学大学院工学研究科博士課程修了、2006年助教、2016年京都大学大学院地球環境学堂准教授に就任。

## 活動
学生時代よりごみ問題に関心を持ち、「京大ゴミ部」や「京都ごみ祭」を企画する。その後も「びっくり！エコ100選」「3R・低炭素社会検定」「びっくりエコ発電所」「エコ～るど京大」「こんちきジーズ」など一般向け発信を重視したサステナビリティの啓蒙活動に取り組んでいる。
2020年に悪疫の流行を踏まえ祇園祭のバーチャル・リアリティ化を企画構想するが、神事への不敬との批判を受けている。

## 著書
- 浅利美鈴『ごみゼロ大作戦! めざせ! Rの達人』ポプラ出版、2017年4月。ISBN 978-4-591-91651-3。